# Израильский аквариум
Израильский аквариум (ивр. אקווריום ישראל‎) — общественный аквариум в Израиле, в Западном Иерусалиме, который был основан 19 июня 2017 года.
Аквариум фокусируется на морской среде окружающих Израиль морей — Галилейском море, Мертвом море, Красном море и Средиземном море. Аквариум был построен Библейским зоопарком и расположен рядом с парком, но расположен как отдельная достопримечательность. Аквариум открылся для широкой публики в сентябре 2017 года.

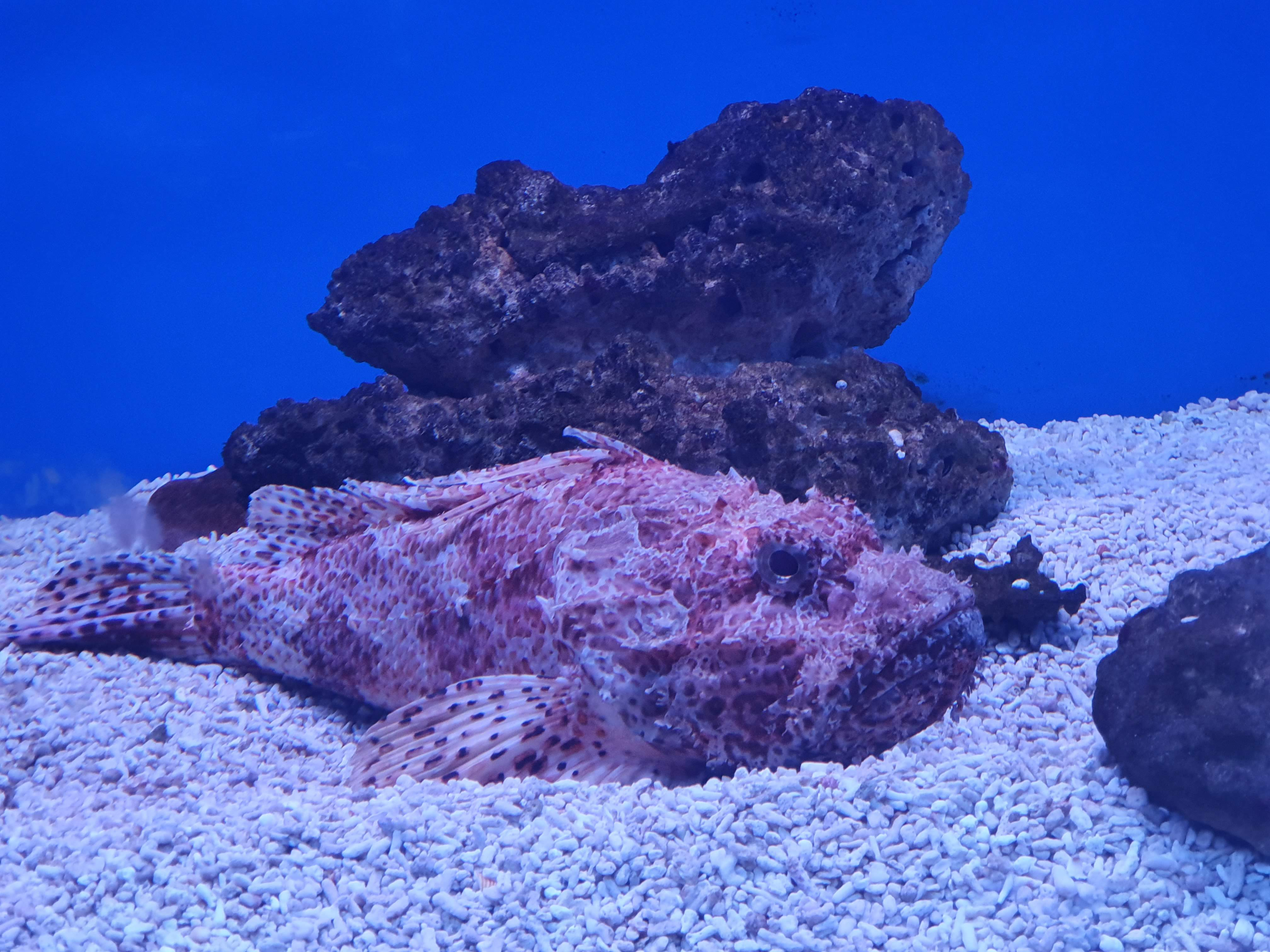
Морской ерш в Израильском аквариуме

## История строительства аквариума
В 2008 году, после завершения процесса перепланирования и после передачи Библейскому зоопарку дополнительных территорий, начался долгий процесс планирования будущих дополнительных частей зоопарка, в том числе в области расширения. Решение о строительстве аквариума было обусловлено целым рядом причин. Кроме обсуждения путей будущего развития зоопарка был завершен и утвержден национальный план сохранения биологического разнообразия в Израиле. Важнейшей рекомендацией в этом плане была рекомендация о создании первого в Израиле аквариума, в целях повышения осведомленности общественности о местах обитания представителей морской фауны в Израиле. Рекомендации этого плана, подписанные Министерством по охране окружающей среды, были приняты правительством Израиля.
Было решено, что аквариум сосредоточится на представлении мест обитания и морских обитателей, специфичных для Израиля. Проект получил временное названия «Море Израиля» или «Море Иерусалима». После завершения первоначального процесса планирования в сотрудничестве с компанией «OK Bay Consulting» из Оклахомы, к проекту присоединилась семья Готтсманов из Нью-Йорка, которая пожертвовала 11 миллионов долларов, а также дополнительные жертвователи как из Израиля, так и со всего мира. Наряду с этим, были проведены инвестирования ресурсов из имеющегося фонда Библейского зоопарка при содействии муниципалитета Иерусалима и Министерства туризма Израиля, а общая стоимость строительства была оценена в 100 миллионов шекелей. Проект был разработан архитектором Лани Равивом из фирмы «Равив-Таль» вместе с «OK Bay Consulting».

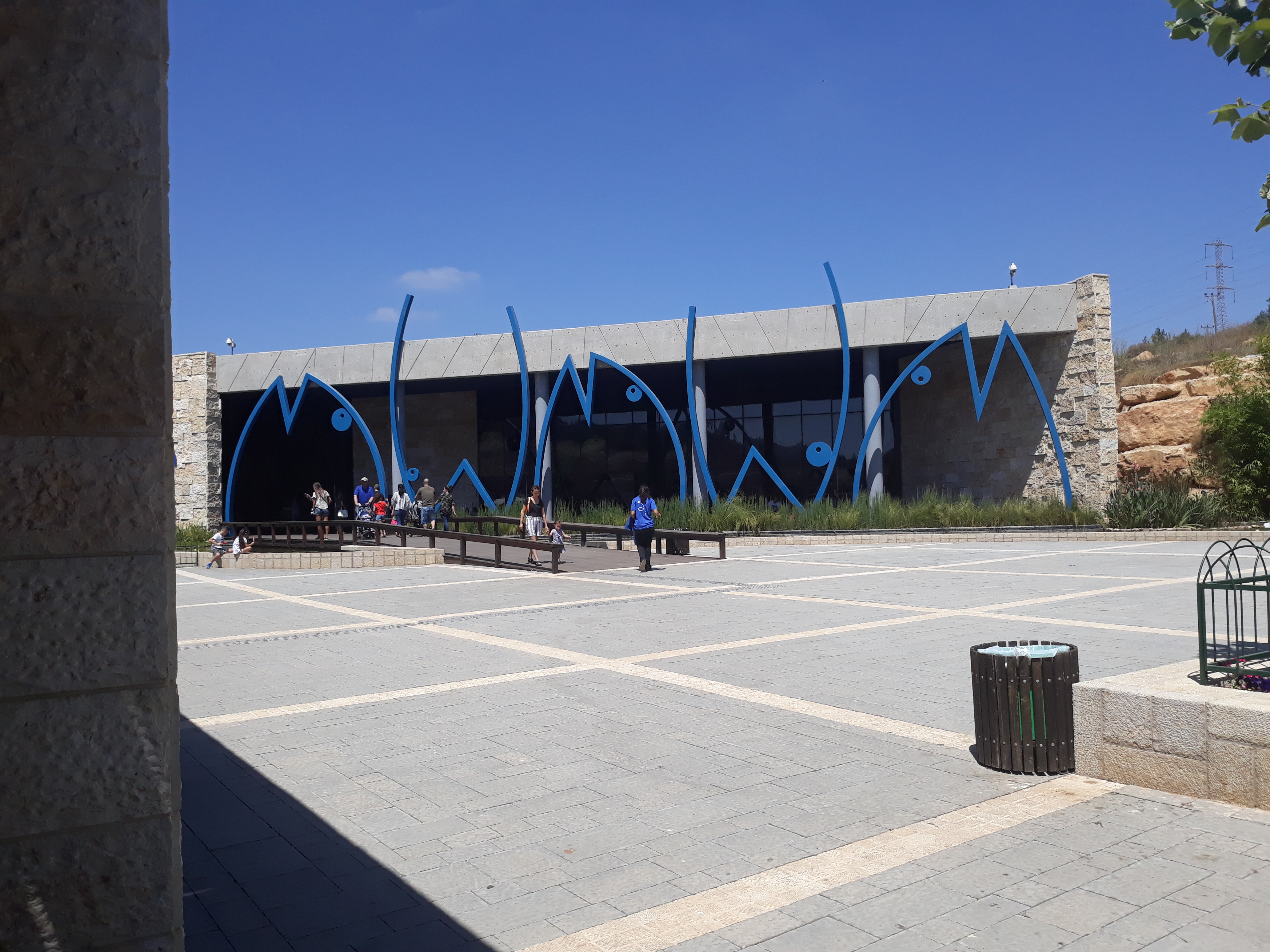
Вход в здание аквариума